# Zevadyah

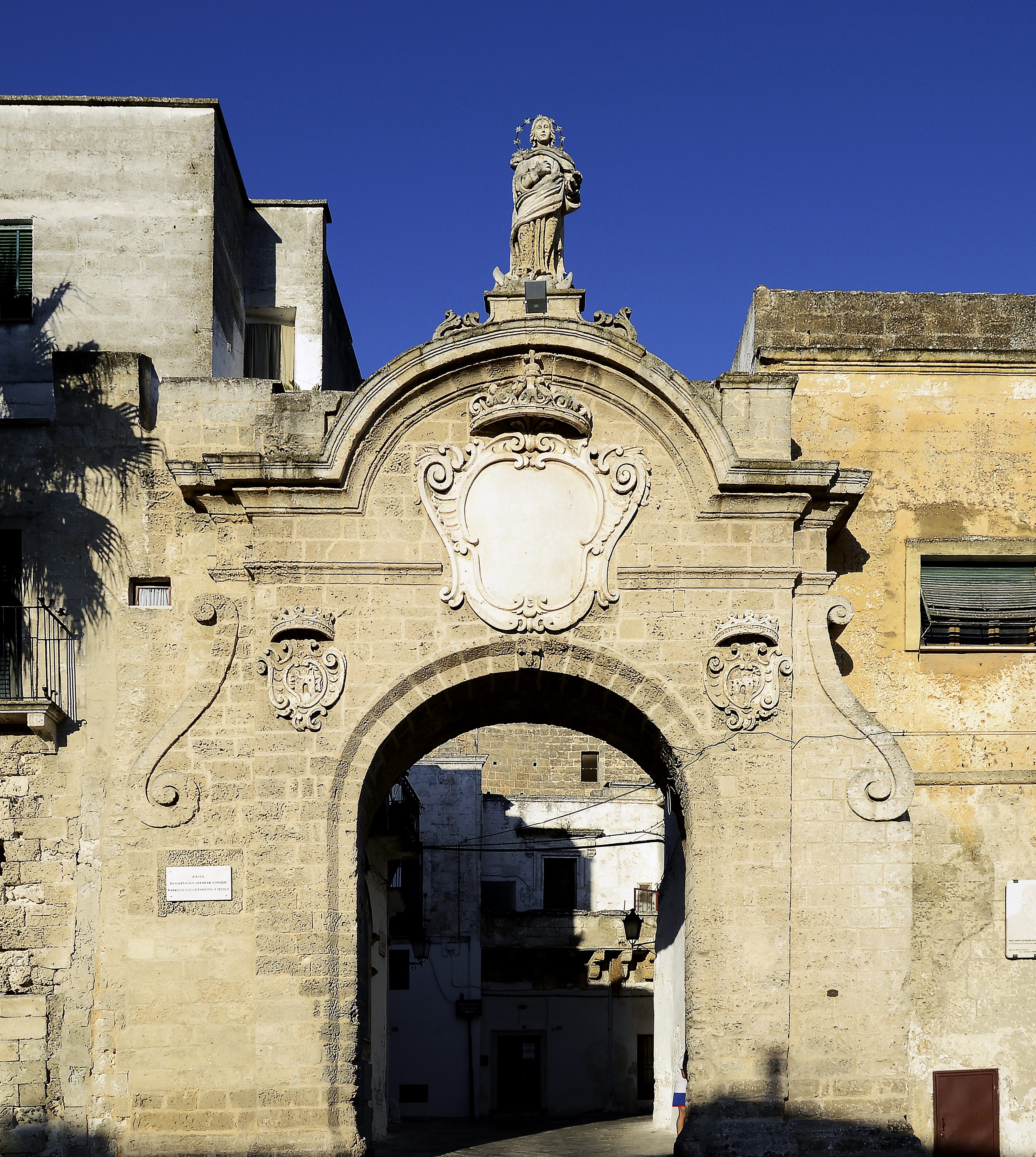
Oria, Porta degli Ebrei

Zevadyah (Oria, IX secolo – Venosa ?, IX secolo) è stato un poeta ebreo italiano.

## Biografia
Zevadyah nacque nel IX secolo a Oria. Probabilmente vicino all'ambiente culturale di Amittai ben Shefatiah, della sua biografia si hanno pochissime notizie. Si è ipotizzata una sua presenza a Venosa, da cui il fortunato nome con cui è stato conosciuto per molto tempo,  Zevadyah da Venosa, tuttavia le tematiche dei suoi piyyutim e la ricercatezza dei termini, dimostrano la sua origine oritana, già in passato ipotizzata  .